# STAR-APIC
STAR-APIC — европейский разработчик геоинформационных систем и специализированных бизнес-приложений, основанных на ГИС. Основан в 1983 году (до 2007 года — STAR Informatic).
Наиболее известна в Западной Европе и Северной Африке.